# Theme from Shaft
"Theme from Shaft", escrita y grabada por Isaac Hayes en 1971, es la canción principal de la banda sonora de la película Las noches rojas de Harlem. Con un estilo entre soul y funk, fue publicada como un sencillo (acortado y editado respecto de la versión del álbum, más larga) dos meses después de la publicación de la banda sonora de la película por el sello Stax Records. "Theme from Shaft" alcanzó el número uno del Billboard Hot 100 en Estados Unidos en noviembre de 1971. 
El año siguiente, "Theme from Shaft" ganó el Óscar a la mejor canción original, convirtiéndose Hayes en el primer afroamericano en lograr tal honor. Desde entonces, la canción ha aparecido en numerosos programas de televisión, anuncios y otras películas, como el remake del 2000 de Las noches rojas de Harlem, para la que Hayes regrabó la canción sin hacer ningún cambio. 

## Versiones y samples
- Sammy Davis, Jr. grabó una versión de esta canción con letra ampliada.
- Joe Bataan grabó una versión latina en 1972.
- Una versión de Eddy & The Soul Band se convirtió en un hit en los años 1980.
- El grupo británico The Wedding Present la grabó como parte de su disco de 1992 Hit Parade 2.
- El productor de hip hop Jake One la sampleó en su tema "Hurt U", del álbum de 2008 White Van Music
- Young MC la sampleó en su tema "Know How" de su álbum de 1989 Stone Cold Rhymin'.
- Jay-Z la sampleó en su tema "Reservoir Dogs", con The LOX, Beanie Sigel y Sauce Money, en el álbum de 1998 Vol. 2... Hard Knock Life.

## Personal
- Vocales, teclados, letra y arreglos por Isaac Hayes.
- Piano eléctrico por Lester Snell.
- Bajo eléctrico por James Alexander.
- Solo de guitarra por Marc "Dr. Love" Davis
- Guitarra por Charles Pitts.
- Guitarra por Michael Toles.
- Batería por Willie Hall.
- Conga Gary Jones.
- Vocales de apoyo por Pat Lewis, Rose Williams y Telma Hopkins.
- Trompeta por Richard "Johnny" Davis.
- Flauta por John Fonville.